# 虎尾海軍航空隊
虎尾海軍航空隊（こびかいぐんこうくうたい）は、日本海軍の部隊・教育機関の一つ。太平洋戦争開戦後の航空要員大量養成のため、初歩練習部隊として設置した。

## 沿革
太平洋戦争の開戦後、海軍航空兵の教育機関も拡大した。予科練の卒業生に初歩練習を施す練習航空隊も各地に設置された。虎尾空は台湾中部の台南州虎尾郡虎尾街郊外に造成された虎尾飛行場で昭和19年5月15日に開かれた。鎮守府隷下の連合練習航空隊に属していた内地の練習航空隊とは違い、台湾を管轄する高雄警備府隷下の練習航空隊として訓練を開始した。部隊名の読みは諸説あり、訓読みで「とらお」とも読む場合があるが、各地の航空隊司令を歴任した永石正孝大佐は、著書「海軍航空隊年誌」で虎尾空の略称を「コビ」と記録している。
- 昭和19年（1944年）

5月15日 開隊、高雄警備府隷下。
　　　　　　　　　飛行科予備生徒1期（学徒出陣組、三重海軍航空隊卒業生）入隊。
7月頃　飛練39・40期（予科練甲13期生松山海軍航空隊卒業生）入隊。
9月頃　飛練41期（予科練甲13期生奈良分遣隊卒業生）入隊。
12月1日　高雄海軍航空隊廃止にともない、台中分遣隊を編入。
　　　　　　　　　台中分遣隊には飛練38～40期（いずれも松山空出身）が在籍。
- 昭和20年（1945年）

2月15日 解隊。
実機教育も機材・燃料・人員の枯渇によって困難になった上、天号作戦・菊水作戦に備え、台湾の海軍飛行場には実施部隊の展開が推進されることになり、虎尾の訓練部隊は諸施設を実施部隊に譲渡することになった。解隊とともに、要員は航路・空路を経て生徒の大多数が内地に送還されたが、3月16日に基隆を出港した南京丸に便乗した士官50数名は、翌日に南京丸が撃沈された上に、荒天で救助活動が不可能であったため、全員溺死した。一部の残留者は台湾海軍航空隊に編入され、天号作戦・菊水作戦に参加した。放棄された機体は、台湾部隊で編成された特攻隊「忠誠隊」に転用された。
終戦後、虎尾飛行場は台湾政府軍に活用されることなく、農地として復旧している。

## 主力機種
- 九三式中間練習機など各種陸上練習機

## 歴代司令
- 市村茂松（昭和19年5月15日-）
- 不詳（昭和20年1月15日-昭和20年2月15日解隊）